# Delphine Lalaurie
Marie Delphine Lalaurie, född Macarty 19 mars 1787 i New Orleans, död 7 december 1849 i Paris, var en amerikansk societetsdam och påstådd seriemördare, känd i historien för att ha torterat och mördat slavar i sitt hushåll.
Delphine LaLaurie var en ledande medlem av den vita kreolska societeten i New Orleans i Louisiana. Den 10 april 1834 brann hennes hem och under branden upptäcktes slavar i tjänarflygelns vindsvåning som uppvisade tecken på långvariga övergrepp. Händelsen väckte skandal och resulterade i att en mobb bröt sig in i huset och förstörde det, medan LaLaurie flydde till Frankrike.
Delphine LaLaurie har sedan 1834 blivit föremål för en omfattande mytbildning, och en legendflora har uppkommit kring henne. Det har därför varit svårt att skilja fakta från fiktion. Bland annat har hon blivit föremål för spökhistorier. Hennes hus på 1140 Royal Street är ett välkänt turistmål i French Quarter i New Orleans.

## Tidigt liv
Delphine LaLaurie var ett av två överlevande barn till Louis Barthelemy de Macarty (med titeln Chevalier de Macarty, död 1824) och Marie-Jeanne Lerable (d. 1807). Hon hade en bror, Louis Barthelemy de Macarty (1783-1846). Hennes far var medlem av en fransk-irländsk familj (den ursprungliga stavningen var McCarthy) som tillhörde de första som kom till den då franska kolonin New Orleans några år efter dess grundande. Hennes mor hade tidigare varit gift med den förmögne köpmannen och kaptenen Charles Lecomte. Paret gifte sig 1776 och drev en plantage alldeles söder om New Orleans dåvarande stadsgräns. Familjen tillhörde eliten av kolonins kreolska överklass och umgicks med guvernören. Delphine var genom sin faster Celeste Elenore de Macartys äktenskap niece till Spaniens guvernör i Louisiana, Esteban Rodríguez Miró, och hennes kusin Augustin de Macarty var New Orleans borgmästare 1815-1820.
Inte mycket är känt om Delphines föräldrar eller barndom. Det har påståtts att Delphines mor mördades av slavar, eller att båda hennes föräldrar mördades under haitiska revolutionen på Saint-Domingue, men hennes föräldrar besökte aldrig i Saint-Domingue och hennes mor blev inte mördad. Däremot blev hennes mosters make Jean Baptiste Cesaire le Breton mördad på sin plantage år 1771 av sina slavar Temba och Mirliton, som sedan avrättades. Det finns ingenting som tyder på att hennes föräldrar visade någon grymhet mot sina slavar. Däremot befann de sig vid tiden för Delphines första giftermål i en konflikt som hotade att sluta med skilsmässa (något som dock inte realiserades), där orsaken förmodas ha varit faderns otrohet med slavinnor och fria färgade kvinnor.
Delphine gifte sig vid tretton års ålder den 11 juni 1800 med den tjugotvå år äldre spanske adelsmannen och nyblivna änklingen Don Ramón de Lopez y Angulo, a Caballero de la Royal de Carlos, som hade anlänt till kolonin som Spaniens intendent året innan. Det finns ingen närmare information om deras förhållande. Bröllopet skedde hastigt och Delphine fick ingen hemgift, vilket kan tolkas som att de gifte sig för att bruden blivit gravid, men det finns inget tecken på någon förlossning. Äktenskapet hade ingåtts utan erforderligt tillstånd från spanska kronan, vilket normalt krävdes eftersom kronan ogillade äktenskap mellan sina kolonialtjänstemän och kolonister, vilket kunde skapa partiskhet. Lopez y Angulo förlorade därför sitt ämbete och återkallades till Spanien, dit paret anlände våren 1802. Maken fick ett mindre ämbete i San Sebastián, och inledde en kampanj brevledes för att få förlåtelse från kungaparet och återfå en tjänst i Louisiana. Legenden hävdar att Spaniens drottning blev så förtjust i Delphines skönhet att hon utbrast: "Din petition, vilket den än må vara, är bifallen!", och att detta var orsaken till att Lopez y Angulo år 1804 fick tjänsten som Spaniens konsul i New Orleans (som året innan tillfallit USA). Det är obekräftat huruvida den scenen faktiskt ägde rum, men det är känt att Lopez y Angulo faktiskt fick denna tjänst och att paret samma år lämnade Spanien. Under återresan avled Lopez y Angulo till havs utanför Kuba. Delphine var gravid vid makens död och födde en dotter i Havanna, Marie-Borja/Borgia "Borquita" Delphine Lopez y Angulo de la Candelaria (1805-1884). Hon fick inget arv efter sin make, utan flyttade tillbaka till sina föräldrar.
Delphine gifte sig en andra gång 19 mars 1807 med den förmögne franske emigranten, bankiren, köpmannen och juristen Jean Paul Blanque (död 1816). Paret fick fyra barn: Louise Marie Pauline (1809-1850), Louise Marie Laure (1813-1881), Louise Marie Jeanne (1814-1900) och Jean Pierre Paulin Blanque (1815-1868). Delphine beskrevs vid denna tid som en skönhet ur den kreolska societeten av den amerikanske guvernören Claiborne. Jean Blanque beskrivs som en intelligent och ambitiös person med franska sympatier: han utpekades som en agent för Napoleon Bonaparte, som genom sin ställning som medlem av stadens råd arbetade för att återföra Louisiana till Frankrike med hjälp av korruption. Blanque ägnade sig åt öppen slavhandel med Afrika via Charleston tills denna förbjöds 1808, och var kompanjon med piraterna och smugglarna Jean och Pierre Laffite, som drev illegal smuggelhandel med slavar och sjöröveri i Karibien från sin illegala hamn i Barataria. Makarna Blanque levde societetsliv och hade ett hus i New Orleans och ett till strax utanför staden kallat "Villa Blanque", som beskrevs som centrum för societetslivet. När Jean Blanque avled 1816 lämnades Delphine med stora skulder, men tack vare goda investeringar och förvaltande av det som blev kvar av arvet efter maken, samt det stora arv hon fick dela med sin bror efter faderns död 1824, blev hon ekonomiskt oberoende.

## Madame Lalaurie
Den 12 januari 1828 gifte sig Delphine en tredje gång med Leonard Louis Nicolas Lalaurie (1802-1863), en läkare från Villeneuve i Frankrike som hade emigrerat till New Orleans i februari 1825. Han var ortoped och anlitades för att behandla Delphines dotter Pauline, som hade vad som kallades för puckelrygg. Delphine och Lalaurie inledde ett förhållande och fick en utomäktenskaplig son, Jean Louis, som föddes 13 augusti 1827 (död 1870). Vid giftermålet legitimerades deras son, och Delphine försäkrade sig genom äktenskapsförord om sin rätt att inte placeras under sin makes förmynderskap (vilket annars var det normala för gifta kvinnor), utan behålla den myndiga status hon fått som änka och fortsätta att fritt äga och förfoga över sin egendom utan sin makes inblandning.
Makarna bodde initialt i Villa Blanque, men i augusti 1831 köpte Delphine LaLaurie en tomt på 1140 Royal Street i French Quarter i New Orleans, där hon lät uppföra ett luxuöst bostadshus. Huset hade två våningar och en vindsvåning och var byggt enligt normal plan för New Orleans vid denna tid: bottenvåningen på stadshus av denna typ brukade vid den här tiden normalt bestå av ekonomilokaler som hyrdes till butiker eller verkstäder (det är oklart om det skedde i detta fall), medan andra våningen utgjordes av bostaden och vindsvåningen som bostäder åt de viktigaste inomhustjänarna. Huset hade en innesluten trädgård med brunn, vattentank och uthus, och där fanns också en tjänarflygel med vindsvåning där merparten av slavarna bodde och där också köket var inrymt. Familjen flyttade in i slutet av 1831. Delphines äldsta dotter Borja hade då varit gift och haft egen bostad i tio år, och 1833 flyttade både Delphines dotter Jeanne vid sitt giftermål och hennes äldste son Paulin för att studera vid Yale University, och de kvarvarande familjemedlemmarna utgjordes av paret Lalaurie, deras son samt Delphines två äldsta döttrar i hennes andra äktenskap, Pauline och Laure. Makarna Lalaurie spelade en central roll i New Orleans societetsliv, där Delphine Lalaurie var en populär societetsvärdinna. Enligt grannen Jean Boze, som var förvaltare åt Henri de Ste-Geme och vars brev till hans arbetsgivare i Paris har bevarats, levde paret från början i ett stormigt äktenskap, där de omväxlande avslutade sitt förhållande för att sedan återigen försonas. Den 16 november 1832 ansökte Delphine om skilsmässa och 11 april 1833 beviljades den av Louis Lalaurie, men det tycks ändå inte som om den gick igenom, och Louis Lalaurie tycks omväxlande ha bott i Plaquemines Parish och hos Delphine i deras gemensamma hus.
Det finns ingenting som tyder på att Delphine ska ha omtalats för någon grymhet mot sina slavar före sitt tredje äktenskap. Inte heller tycks hon ha visat något hat mot färgade personer. Mellan sin andre makes död 1816 och 1834 (vilket var den tid hon var myndig, först som änka och därefter genom äktenskapsförord) ägde Delphine femtiofyra slavar. Enligt en legend ska Delphine ha hatat färgade personer därför att hennes bror hade en färgad älskarinna, men detta var troligen en förväxling med hennes kusin Celeste de Macarty Lanusse, vara bror faktiskt hade en färgad älskarinna, medan Delphines bror däremot var en av få män i familjen som inte hade en färgad placageälskarinna (han levde istället med en vit älskarinna). Hennes farbror Eugene Theodore de Macarty, hennes kusiner Jean Baptiste de Macarty och Augustin de Macarty, och hennes egen far, hade alla fria färgade placageälskarinnor, och Delphine stod som gudmor för både sin kusin Augustins son med hans färgade älskarinna, och för sin egen färgade halvsyster, sin fars dotter med hans färgade älskarinna Sophie Mousante, som fick namnet Delphine Emesine efter henne, och för vilken hon 1815 stod som gudmor med sin bror som gudfar. I början av 1834 gav hon och hennes bror gemensamt en slav i gåva åt sin färgade halvsyster Delphine Emesine Macarty, något de motiverade med att det var ett prov på deras tillgivenhet för henne. Delphine frigav på sin andre makes önskan år 1819 slaven Jean Louis, som beskrivs som en omkring femtio år gammal slav som alltid hade uppfört sig väl och aldrig försökt rymma; hon frigav barnsköterskan Helene från Senegal för trogen tjänst år 1828, snickaren Devince år 1832, och Oreste år 1849. 
Den enda person ur familjen Macarty förutom Delphine som blev omtalad för grymhet mot slavar var hennes kusin Celeste de Macarty Lanusse, som ska ha piskat ihjäl i varje fall två slavar, något som tystades ned.

### Rykten och rättsmål
Slaveri var lagligt i Louisiana, och lagen - den franska Code Noire, den spanska Codigo Negro och den amerikanska Black Code, som i tur och ordning gällde i Louisiana - medgav att slavägare utsatte sina slavar för husaga, så som att piska och gissla dem. Det var dock uttryckligen förbjudet att utsätta sina slavar för tortyr och dödliga skador, och det fanns åtskilliga fall av slavägare som ställts inför rätta för "illegal grymhet", något som också omnämndes och fördömdes i pressen. Uppenbar grymhet ogillades även i Sydstaterna, eftersom det uppfattades kunna användas som propaganda av abolitionister.
Den brittiska författaren Harriet Martineau besökte New Orleans 1836 och Fredrika Bremer 1851, och de skildrade sina besök i Retrospect of Western Travel (1838) respektive Hemmen i den nya världen (1853–54). Både Martineau och Bremer talade under sina besök med personer som hade känt Delphine Lalaurie (Bremer kallade henne "Lalloru") personligen, och fick då flera uppgifter om henne som sedan ofta har återgetts.
Harriet Martineau, som besökte New Orleans bara två år efter att Delphine Lalaurie hade lämnat staden, beskrev hennes som en omtyckt värdinna i den (franskättade) societeten, men att det länge förekom rykten kring henne: 
"Man hade länge lagt märke till att Madame Lalaurie's slavar såg ovanligt slitna och eländiga ut, med undantag för kusken, vars uppenbarelse var elegant och välmående nog. Två döttrar från ett tidigare äktenskap, som bodde hos henne, gav också ett håglöst och olyckligt intryck. Men damen var så fulländad och älskvärd, så charmerande i sitt uppträdande och så gästfri, att ingen öppet ville ifrågasätta hennes fullständiga godhet. Om ett mummel av tvivel förekom bland amerikanarna, ogillades det bland fransmännen. Om fransmännen hade misstankar, dolde de dem för att skydda sin fraktion. "Hon var mycket älskvärd mot vita", sade man mig, och ibland mot svarta, men så överdrivet att det väckte misstankar om hyckleri. Då hon hade middagsbjudning hemma hos sig, kunde hon räcka resterna i sitt eget vin till den avtärda negern bredvid sin stol med den mjuka, hörbara viskningen: "Här min vän, ta detta; det kommer att göra dig gott". Till slut förmådde ryktena en god vän till mig, en framstående advokat, att sända henne en fingervisning om den lag som tillåter att slavar som kan bevisas ha blivit grymt behandlade kan bli beslagtagna från sin ägare och sålda på marknaden till förmån för staten. Min vän, som tillhör det amerikanska partiet, uppträdde inte själv i saken utan sände en ung fransk kreol, som studerade juridik med honom. Den unge mannen återvände full av upprördhet mot alla som kunde misstänka denna vänliga kvinna för att ha gjort något fel. han var övertygad om att hon inte kunde skada en fluga, eller förorsaka någon människa smärta."
Enligt de vittnen Martineau talat med, ska Lalauries hemmaboende döttrar (Pauline och Laure) ha försökt smuggla mat till de slavar som var utsatta för moderns bestraffningar: "Under hela denna tid tycks hon aldrig ha förlorat fattningen, men det tycks som om hon slog sina döttrar så ofta som de i hennes frånvaro försökte smuggla mat till hennes eländiga offer. Hon kände alltid till sådana försök genom den elegante kusken, som var hennes spion. Det var nödvändigt att ha en spion, för att skydda hennes liv från hennes hushålls hämnd."
En samtida New Orleans-bo, Amedee Ducatel, beskrev Delphine Lalaurie som en "vacker, charmerande kvinna med ett lätt sinneslag och en stor favorit i societeten. Hon var mycket förmögen. Ingen skulle någonsin ha kunnat tro, att döma utifrån hennes uppträdande och ljuva konversation, att hon skulle kunna vara skyldig till vad hon anklagades för".
Enligt Bremers uppgifter brukade Lalaurie hyra ut sina slavar till andra och var benägen att bestraffa dem hårt om de hade tjänat för lite pengar, liksom även sina husslavar om de gjorde henne missnöjd, och att hennes grannar hade anklagat henne för illegal grymhet mot slavar. Jean Boze uppgav i december 1828 att myndigheterna hade gjort en inspektion hos LaLaurie sedan hennes grannar hade framfört klagomål, och att inspektionen hade avslöjat slavar som var instängda, blodiga och medtagna av svält. Det finns dokument på att Delphine Lalaurie i november 1828 sålde sex av sina slavar till sin granne, plantageägaren Louis Brugniere, och att de sex namngivna slavarna senare, med familjevännen Dussumier som mellanhand, återbördades till Lalaurie (förutom två, som helt försvann i dokumentationen). Jean Boze uppgav i juli 1829 att Lalaurie hade ställts inför rätta, men frigetts, eftersom ingen var villig att vittna mot henne, vilket hade lett till en sådan skandal att han hoppades att hon hade lärt sig av erfarenheten.
Några år senare tycks Delphine Lalaurie ha åtalats för illegal grymhet en andra gång. I maj 1832 uppgav Jean Boze att Lalaurie hade ställts inför rätta anklagad av sina grannar för illegal grymhet mot sina slavar men att hon hade svurit sig fri och "betalat sig fri", medan en av hennes manliga slavar hade satts i skyddshäkte. Frankrikes konsul Armand Saillard uppgav att Lalaurie hade angetts av sina släktingar, men svurit sig fri genom ed. Rättsekreteraren Amedee Ducatel uppgav senare att hon aldrig blev dömd för något brott, men bötfälld.
Det går inte att bekräfta de påstådda rättsfallen från 1829 och 1832 eftersom rättegångsprotokollen från tiden före 1846 saknas. I de efterlämnade papper som tillhört stjärnadvokaten John Randolph Grymes finns däremot en kort uppgift om att Grymes mottagit lön för att ha företrätt Lalaurie i ett ospecificerat rättsfall i juni 1829.

### Incidenten med slavflickan
Den kanske mest kända och återberättade incidenten om Delphine Lalaurie, med undantag av branden 1834, var en påstådd misshandel av en slavflicka, som bevittnades av en grannkvinna. Enligt en uppgiftslämnare till Harriet Martineau ska en kvinna som bodde granne med Delphine Lalaurie en dag hört ett skrik och sedan sett hur Lalaurie jagade en slavflicka, som såg ut att vara i åttaårsåldern, med piska över bakgården från tjänarflygeln till huset, där flickan sprang upp våning för våning förföljd av Lalaurie ända tills de nådde taket, varifrån flickan föll eller hoppade ned på gården. Flickans kropp plockades sedan upp från gården och var då slapp, som om flera ben hade brutits av fallet. Samma kväll grävdes flickans lik ned i ett hörn av trädgården.
Senare författare har utbroderat denna scen: Jeanne Delavigne uppgav 1946 att slavflickan hette "Lia" och var Lalauries kammarjungfru, och att raseriutbrottet hade orsakats av att Lia en dag hade råkat göra Lalaurie illa när hon stötte på en knut i håret under hårborstningen, men det finns ingenting om den saken i det samtida vittnesmålet. Incidenten nämndes inte av någon annan samtida än den som berättade om den för Martineau, som inte nämner namnet på sin uppgiftslämnare utan bara kallade den ett mycket pålitligt vittne. Utifrån husens planritning vid denna tid fanns det endast ett grannhus med den typ av insyn över Lalauries bakgård som hade gjort det möjligt att bevittna en sådan scen, och det beboddes faktiskt av en kvinna, änkan Julia Durable Clay. Om incidenten verkligen ägde rum, bör den ha bevittnats av Julia Durable Clay.
Bland Delphine Lalauries slavar fanns ingen flicka i åttaårsåldern vid denna tid: den flicka som stod närmast i ålder var Juliette, som avled av okända skäl i februari 1833 i en ålder av tretton år.
Enligt Martineau ska incidenten med slavflickan ha lett till en inspektion av myndigheterna. Denna ska ha resulterat i att Lalaurie befanns skyldig till illegal grymhet och att nio av deras slavar konfiskerades av myndigheterna och underkastades tvångsförsäljning av sheriffen. Slavarna ska sedan ha köpts in av släktingar till Lalaurie, som sedan återbördade dem till henne. Detta tycks vara en sammanblandning av händelserna år 1828. Om en tvångsauktion av Lalauries slavar hade hållits av sheriffen skulle denna hade dokumenterats i sheriffkontorets rättsliga dokument, men där finns inga uppgifter om att någon sådan tvångsauktion har skett. Däremot finns det dokumentation på att Delphine Lalaurie i november 1828, sedan hennes hem för första gången ska ha utsatts för en inspektion av myndigheterna, sålde sex slavar till sin granne, plantageägaren Brugniere: Louise, Suzette, Celestine, Edouard, Juliette och Ben. Av dessa sex återbördades sedan mycket riktigt åtminstone fyra till henne av en mellanhand, familjevännen Dussumier: Louise och Suzette finns inte dokumenterade någonstans efter att de såldes till Brugniere, men av de fyra övriga dog alla utom Ben sedan de hade återlämnats till Delphine Lalaurie.

### Branden 1834
På torsdag morgon den 10 april 1834 utbröt en brand i Lalauries kök på Royal Street. Det var inte Lalauries eget bostadshus som brann, utan flygelbyggnaden på bakgården, där köket var inrymt på nedre våningen och slavarnas bostäder på den övre våningen.
De tvåspråkiga lokaltidningarna Le Courier de la Louisiane/Louisiana Courier och L'Abeille de la Nouvelle-Orleans/New Orleans Bee, som annars gav mycket lite utrymme åt lokala nyheter, och Louisiana Advertiser, rapporterade alla om branden och de påföljande händelserna under 10-15 april.
Courier beskrev scenen på Royal Street under branden. En folksamling hade bildats på gatan som hjälpte till att föra ut dyrbart möblemang och ägodelar från det stora huset, i det fall det också skulle fatta eld av branden från köksflygeln. Familjen Lalaurie stod också ute på gatan; i varje fall gjorde makarna Lalaurie det. I folksamlingen fanns domaren Jacques Francois Canonge. Canonge uppgav senare i sin rapport till stadens distriktsdomare, att han efter ett tag fick höra av Lalauries grannar att de var oroliga för familjens slavar, som skulle finnas inspärrade och fastkedjade på övervåningen av den brinnande köksflygeln, och därför inte kunde ta sig ut. När familjen Lalauries vänner visade sig likgiltiga för denna oro vände han sig direkt till Louis Lalaurie och bad om hans tillstånd att evakuera slavarna. Lalaurie svarade honom först att uppgifterna om att de skulle finnas slavar fastkedjade i huset var förtal, men när Canonge insisterade, ska Louis Lalaurie ha bett honom att sköta sina egna angelägenheter. När branden växte sig större i köksflygeln gav Canonge ändå order till brandmännen om att slå in dörrarna till den för att rädda slavarna. I köksflygelns rökfyllda vindsvåning återfanns då ett antal kedjade slavar som evakuerades av brandmännen. Bland dem fanns två kvinnor, varav den första "bar ett halsjärn som var mycket stort och tungt, var kedjad vid fötterna och gick med största svårighet", den andra en gammal kvinna som låg ned med ett "djupt sår i huvudet, och gav intryck av att vara tämligen svag".
De evakuerade slavarna fördes till stadshuset Cabildo "för att beskydda dem från deras ägares grymhet". Slavarna lades ned under Cabildos arkadgång, där deras tillstånd snabbt väckte uppmärksamhet. 
New Orleans Bee beskrev slavarnas tillstånd: 
"... sju slavar, mer eller mindre horribelt stympade... fastspända vid nacken med sina lemmar sträckta och vridna från den ena lemmen till den andra... De hade suttit fångna... flera månader i den situation från vilken de på detta sätt blivit så tursamt räddade, och hade hållits vid liv endast för att förlänga deras lidanden och få dem att smaka allt vad den mest raffinerade grymhet kan åsamka. [...] en åldrig negress .. vars höga ålder borde ha väckt medlidande [...] har uppgett för borgmästaren att det var hon som hade tänt eld på huset med syfte att avsluta sitt och sina kamraters lidande eller dö i flammorna." 
Couriers reporter J.C. de St. Rome gick dit för att se och beskrev en manlig slavs tillstånd som: 
"...så horribelt att vi knappt kunde se på det ... Han hade ett stort hål i huvudet, hans kropp från huvud till fot var täckt av sår fyllda med maskar!! De som har sett de andra säger att de befinner sig i ett liknande tillstånd."
New Orleans Bees reporter Jerome Bayon beskrev det som "en av dessa illdåd, vars detaljer tycks för otroliga för mänsklig förståelse [...] de hade befunnit sig i den situationen i månader, med endast lite gröt och vatten i otillräckliga mängder till näring". 
Uppemot tvåtusen personer uppges ha skyndat till för att se på slavarna under den tid de låg kvar. Uppenbarligen hade brandmännen också fört med sig tortyrinstrument de hade funnit i köksflygeln, och folkmassan kunde se kedjor, halsjärn med spikar, tänger "och en mängd andra instrument för straff omöjliga att beskriva". 
Den franske konsuln Armand Saillard var bland dem som såg slavarna och rapporterade till franska utrikesministern: 
"Jag har aldrig sett en mer horribel syn! Huvudena vridna ur led, benen vridna av kedjor, kropparna täckta av blod från huvud till fot av piskor och vassa instrument. [eftersom hon] band deras händer och inte bandagerade deras sår [hade flugor satt sig på deras kött, och] när slavarna upptäcktes var de redan övertäckta av maskar." 
Upptäckten av de torterade slavarna orsakade snabbt lynchstämning i staden. Charles Gayarre, som var en av brandmännen som bar ut slavarna ur huset, berättade långt senare att han:
"...såg [slavarna] bäras ut på bår och läggas under arkaden vid portalen [i Cabildo]. De hade ändrat färg från svart till askgrå och andades knappt. [...] dessa stackars kräk gjorde vem som helst så upprörd att en mobb samlades."
Courier uttryckte hopp om att myndigheterna skulle "ge gärningsmannen den bestraffning hon så väl förtjänar", medan New Orleans Bee var övertygad om att:
"... hela samhället delar vår indignation och att hämnden bör falla, falla tungt, över den skyldiga... Monsieur Mazureau, attorney general, kommer att åtala denna Lucrezia Borgia, denna furie som rymt från helvetet, där hon måste ha fått de lektioner hon har lärt sig alltför väl, och vi är säkra på att allmänhetens indignation kommer att nedkalla lagens fulla stränghet över denna horribla härskarinna."
Efter att branden i köksflygeln hade släckts och slavarna förts bort till Cabildo, återbördades möblerna från gatan tillbaka in i familjen Lalauries oskadade boningshus på Royal Street, som aldrig hade nåtts av elden. På eftermiddagen samma dag, 10 april, samlades en lynchmobb utanför huset. Pressen nämner i efterhand kortfattat att Delphine Lalaurie lyckades fly undan mobben, men uppger inte hur, bara att hennes flykt gjorde att mobben bröt sig in i huset strax efter hennes avfärd. Courier rapporterade att Lalauries: 
" ... framgångsrika flykt från rättvisans händer upprörde allmänheten så till den grad att de samlades igår kväll vid hennes hus och inledde en dödlig attack på det vid åttatiden. På några minuter var dörrar och fönster uppbrutna; folkmassan, bestående av personer av alla klasser och färg, rusade in och påbörjade en förstörelsens gärning."
Mobben, bestående av "personer av alla klasser och färger", bröt sig in i det oskadade huset, och sedan allt lösöre hade kastats ut genom fönstren ned på gatan och totalförstörts, fortsatte mobben med att förstöra själva huset och riva loss tapeter, fönsterluckor, dörrar, trappräcken, väggpaneler och till slut förstöra själva taket fram till att nästan bara själva väggarna fanns kvar. Enligt grannen Jean Boze slängde mobben också ut alla som försökte hindra dem i deras förstörelse genom fönstren. Upploppet varade hela natten och upphörde först på morgonen 11 april, efter sheriffen John Hollands ingripande.
Huset tycks ha blivit totalförstört av vandaliseringen: när Harriet Martineau besökte New Orleans två år senare beskrev hon Lalauries hus som obebott och svårt skadat, med "gapande fönster och tomma väggar". Upploppet ska enligt Martineu ha varit nära att sprida sig över staden, då mobben planerade att fortsätta till andra personer i staden som var kända för grymhet mot slavar: planerna avstyrdes när entusiasmen bland stadens svarta gjorde situationen för riskabel, men meddelanden ska ha sänts till personer beryktade för grymhet om att de hade stadens ögon på sig.
Jean Boze uppger också att Delphine Lalauries kusin Celeste de Macarty Lanusse, som ryktades ha dödat så många slavar att hon inte längre hade någon som passade upp på henne, skulle ha råkat ut för samma öde som Lalaurie om det inte vore för det faktum att hon bodde i en hyrd bostad. 
Armand Saillard kommenterade också upploppet och skrev i sin rapport: 
"Madame Lalaurie kommer att inlägga klagomål på att stadens myndigheter har misslyckats med att beskydda hennes egendom! Ingen av dem tänkte på att bringa denna kvinna inför rätta och även om hon fördes inför domstol, skulle en ny mened vara tillräcklig för att frikänna henne."
Hela historien blev omskriven även i den nationella amerikanska pressen och återgavs under de följande månaderna av de rikstäckande tidningarna Daily National Intelligencer och Niles Weekly Register. Den förra kom med de nya uppgifterna om att en av slavarna var en mulattpojke som ska ha varit kedjad i fem månader, och att en kvinna hade återfunnits fastkedjad vid spisen i köket. Det är svårt att bedöma om detta är genuint nya uppgifter eller om de är påhittade: den kvinna som uppges vara kedjad vid spisen uppgavs i senare artiklar ha varit den som tänt på huset med avsikt, men i den ursprungliga rapporteringen från Canonge så var den kvinnan en av de som återfunnits på vinden. Den "mulattpojke" som omnämns var möjligen Ben, som uppges i slavförteckningen som just mulatt, arton år gammal och den enda som fortfarande var vid liv av de sex slavar som återlämnades till Lalaurie sedan hon sålt dem under inspektionen 1828. Hela historien cirkulerade också inom abolitionistpressen.

### Flykten
Delphine Lalauries flykt från New Orleans undan lynchmobben beskrivs endast på ett enda ställe: av Harriet Martineau, som fått uppgifterna av samtida vittnen när hon besökte New Orleans två år efter händelsen. Det har däremot förekommit många olika uppgifter om var Delphine Lalaurie tog vägen efter sin flykt från New Orleans. Det har sagts både att hon fortsatte att leva i Louisiana, och att hon flydde till Frankrike.
Sedan branden i tjänarflygeln hade släckts och de räddade slavarna hade burits iväg till Cabildo, bars Lalauries möbler tillbaka till deras oskadade bostadshus. Familjen Lalaurie tycks också ha återvänt till huset: i varje fall gjorde Delphine Lalaurie själv det. Var hennes make, yngsta son och två hemmavarande döttrar befann sig uppges inte, inte heller var hennes oskadda slavar befann sig. När lynchmobben hade samlats utanför huset under eftermiddagen fanns Delphine Lalaurie fortfarande kvar. Ögonvittnet Charles Gayarre uppger att Delphine Lalaurie hade barrikaderat sig i sitt hus "fylld av fasa. Hon var rädd för att [mobben] skulle lyncha henne ... vilket de skulle ha gjort."
Martineau skildring uppger att Delphine Lalauries mest gynnade slav, kusken Bastien, gav henne rådet att låta köra fram sin vagn framför porten efter middagen för sin vanliga eftermiddagstur. När Bastien körde fram vagnen:
"...var hon redo, och steg in i den. Hennes fattning tycks ha paralyserat mobben. I samma stund som dörren stängts tycks de ha ångrat att de hade tillåt henne att stiga in, och de försökte skaka vagnen, hålla in hästarna, gripa damen. Men kusken svingade piskan om sig, fick hästarna att galoppera och gav sig av."
Vagnen körde ifrån sina förföljare fram till Lake Pontchartrain, där Delphine Lalaurie möttes av en väntande båt och flydde från New Orleans till Mandeville. När folkmassan nådde ikapp vagnen och inte fann henne där ska de enligt Martineau hade slagit sönder vagnen och dödat hästarna; vad som hände med kusken hade hon ingen uppgift om. Det var efter detta som förstörelsen av huset ska ha utspelat sig.
Det nämns inte var Delphines make och sjuårige son befann sig vid denna tidpunkt, och ifall de följde med henne på flykten eller om hon gav sig av ensam. Enligt Martineau befann sig i varje fall hennes två döttrar Pauline och Laure fortfarande kvar i huset, och tvingades fly genom ett fönster strax innan mobben bröt sig in.
Enligt Harriet Martineau tog sig Delphine Lalaurie efter flykten först till Mandeville och därifrån till via Mobile till New York, varifrån hon fortsatte till Frankrike. Martineaus uppgifter har visat sig stämma. I Mandeville bodde Delphine Lalaurie och hennes make hos John Nelder, som var gift med hennes niece, och det var där hon 21 april undertecknade en fullmakt för sin svärson Placide Forstall (gift med hennes äldsta dotter Borja) att sköta hennes affärer i Louisiana, medan hennes make samtidigt undertecknade en fullmakt åt Delphines andre svärson Auguste Delanusse (gift med hennes yngre dotter Jeanne) att sköta hans affärer.
Den 24 juni uppgav poeten William Cullen Bryant att paret Lalaurie befann sig ombord på skeppet Poland, som gick från New York till Le Havre i Frankrike. Han kände till deras flykt från New Orleans och bekräftar att de en tid hade levt i just Mobile innan de fortsatt till New York. Han beskrev Delphine Lalaurie som "en söt fransyska, en Madame Lalaurie", nämner att hennes "make, Dr. Lalaurie, var så snäll och omtänksam som om hans hustru var ett mirakel av kvinnlig excellens", men att hon tycktes "mycket påverkas av den reservation de andra damerna ombord visade henne och sågs ofta i tårar." Passagerarlistan saknas men åtminstone deras sjuåriga son bör ha varit med dem. Paret landsteg i Le Havre 14 juli 1834, och bodde sedan en tid i makens hemby Villeneuve-sur-Lot innan de i oktober 1835 hade bosatt sig i Paris.

### Senare liv
Delphine LaLauries liv i Paris tycks ha varit konventionellt och händelselöst. Efter några år separerade hon från sin make (som från åtminstone 1842 och framåt var bosatt på Kuba) men hennes söner och ogifta döttrar tycks ha levt med henne fram till hennes död. Förutom hennes yngsta son Jean Louis Lalaurie bekräftas hennes två ogifta döttrar Pauline och Laure ha levt med henne från åtminstone 1836 och framåt, och hennes äldste son Paulin Blanque flyttade till dem två år därefter. Familjen bodde i Quartier de la Madeleine, som då var ett av Paris absolut finaste bostadskvarter, och i deras brev nämns besök på olika kurorter. Charles Gayarre uppgav på 1890-talet att han hade träffat henne under ett besök i Paris och att Delphine Lalaurie en gång hade buats ut då hon besökte Parisoperan, men han beskrev henne också som "en vacker, mild kvinna, som ryktades vara mycket god mot sina tjänare där."
År 1840 överlät hennes svärson Placide Forstall sin fullmakt att sköta hennes affärer i Louisiana på hennes andre svärson Auguste DeLassus. Denne använde hennes inkomst för sina egna spekulationer och undanhöll henne redovisning för hur han skötte hennes ekonomi, vilket ledde till att hon tvingades leva på lån. Denna konflikt gjorde att hon övervägde att återvända till New Orleans för att själv reda ut sina affärer. Familjens reaktion på denna plan är den enda gången Delphine Lalauries skuld, eller händelserna från 1834, över huvud taget nämns i deras efterlämnade brev. Hennes yngste son Jean Louis skrev i augusti 1842 till Auguste DeLassus och meddelade honom att hans mor ämnade återvända till Louisiana. Strax därefter kom ännu ett brev från hennes äldre son Paulin Blanque till DeLassus, där han varnade för att hela familjen borde samarbeta för att hindra hans mor att återvända till New Orleans: "Hon har tänkt på detta under en lång tid... vi tröstar oss med tanken att endast ett ögonblick av dåligt humör kan få henne att tänka sig någonting sådant" med tanke på "de sorgliga minnena av 1834 års katastrof." Han förklarade att han, som "har levt med henne och studerat henne" i åratal, hade:
"... sett att tiden inte har förändrat någonting i denna okuvliga natur, och genom sin karaktär förbereder hon återigen många lidanden ... för sina barn. Jag beklagar... det öde som väntar oss om vår mor någonsin mer sätter sin fot på den platsen, där hennes beteende orsakade allmänt ogillande. Hon har fått oss att fälla många tårar, och där hon än går förbereder vi oss för dåliga nyheter på grund av hennes närvaro. Jag tror uppriktigt att vår mor aldrig förstod orsaken till sin avresa från New Orleans."
Han förklarade att hans morbror skulle "göra alla upptänkliga invändningar" mot hans mors plan som "skulle vara katastrofal för oss alla", och bad sin svåger DeLassus att tala med hans andra svåger Placide Forstall och att de borde samarbeta för att avråda henne: 
"...när du mottar min mors brev om hennes resplaner; överlägg tillsammans och låt inte rädsla för att göra henne upprörd övertala er att avvika från vad ni måste säga för att övertala min mor från att avstå från sitt vansinniga projekt, själv ska jag säga henne att jag och Pauline inte kommer att följa med henne, och jag kommer också få henne att förstå att det kommer att bli omöjligt för henne att bo hos någon av sina gifta döttrar för de kommer aldrig att gå med på det."
Hans syster, Delphines dotter Pauline, skrev också till Auguste DeLassus och bad honom att ge hennes mor en redovisning av hennes affärer och vädjade: "undvik allt som kan förvärra mammas dåliga humör kring din nonchalans". Det tycks också som om familjen lyckades övertala henne att ställa in sin resa till New Orleans.
Familjens ekonomi förbättrades genom de arv Delphine Lalaurie mottog efter sin farbror Eugene Macarty (1845) och sin bror Louis Barthelemy Macarty (1846). När hennes farbror 1845 lämnade han en del av sin förmögenhet till sin fria färgade placageälskarinna Eulalie de Mandeville och de barn han hade med henne. Hans vita arvingar, inklusive Delphine Lalaurie, ifrågasatte då testamentets giltighet: de ifrågasatte också om Eulalie de Mandevilles förmögenhet (då runt tre miljoner) inte i själva verket borde räknas som en del av Eugene Macartys kvarlåtenskap, då han överfört en del egendom till henne redan före sin död. Detta rättsmål drog ut på tiden och varade i tre år innan domstolen 1848 dömde till fördel för Eulalie de Mandeville.
Den här processen har ibland pekats ut som en bekräftelse på att Delphine Lalaurie hatade färgade, eftersom Eulalie de Mandeville var färgad. Det finns dock ingenting som tyder på det. Delphine Lalaurie ifrågasatte aldrig det arv hennes far lämnade åt sin fria färgade dotter Delphine Emesine Macarty. Däremot stämde hon sin brors vita älskarinna på samma sätt som Eulalie de Mandeville. När Delphines bror Louis Barthelemy Macarty avled 1846 lämnade han en fjärdedel av sin förmögenhet till sin utomäktenskapliga dotter med Pancine Gomez, Louise Macarty. Delphine Lalaurie stämde testamentet med argumentet att Louise Macarty redan hade fått gåvor från sin far som uppgick till en fjärdedel av hans förmögenhet redan före hans död (hon förlorade målet 1847). I detta fall var både Pancine Gomez och Louise Macarty vita kvinnor. Motiven bakom Delphine Lalaurie stämning av Eulalie de Mandeville bör alltså ha varit ekonomiskt, särskilt som hon på grund av sin svärson Auguste DeLassus misskötsel av hennes affärer tvingades leva på lån.

### Död och begravning
Enligt legenden avled Delphine Lalaurie genom att dödas av en björn under en björnjakt i Pyrenéerna. Det finns dock ingenting som antyder någonting sådant i samtiden. Enligt bevarade dödsarkiv i Paris avled Delphine LaLaurie vid 62 års ålder 7 december 1849. Dödsorsaken anges inte, men enligt hennes barns korrespondens hade hon då under några år lidit av en ospecificerad sjukdom.
Kvarlevorna gravsattes tillfälligt på Cimeteiere de Montmartre i Paris, men fördes i januari 1851 till New Orleans där kvarlevorna permanent gravsattes i familjevalvet på St Louis Cemetery. Gravvalvet saknar dock hennes namn. År 1941 hittade vaktmästaren Eugene Backes vid kyrkogården i New Orleans en gravplatta, som såg ut att nyligen ha lossnat från en grav, där det stod: "Madame Lalaurie, née Marie Delphine Macarty, decedée a Paris, le 7 decembre, 1842, a l'age de 6 --. " ("Madame Lalaurie, född Marie Delphine Macarty, död i Paris den 7 december 1842 vid 6..."). Gravplattan var enligt uppgift skadad då den återfanns, vilket kan förklara varför årtalet 1849 av misstag avlästes som 1842.

## Efterspel
Delphine Lalaurie ställdes aldrig inför rätta. Ingen officiell undersökning gjordes av hennes påstådda brott, och uppgifter från press, brev och andra dokument har därför sällan gått att vare sig bekräfta eller dementera.
En sammanställning av nyhetsartiklarna om branden uppger att de slavar som räddades ur köksflygelns vindsvåning utgjordes av fyra kvinnor, två män och ytterligare en person av ospecificerat kön. De få uppgifterna ur artiklarna gör det svårt att identifiera vilka de var när de ställs mot listan över Delphine Lalauries slavar. Den gamla kvinna som nämns i artiklarna stämmer bäst överens med den slavkvinna som betecknas som "Francoise, den gamla puckelryggen"; den kvinna som påstås ha varit kedjad vid spisen borde ha varit Arnante (1776-?), som nämns som "kokerska"; och den enda "mulattpojke" som återfinns i Lalauries slavlista vid denna tid var Ben (1815-?). Identiteten för de övriga är omöjlig att stämma av mot slavlistan eftersom nyhetsartiklarna beskriver slavarna för dåligt.
Vad som skedde med de slavar som räddats ur huset på Royal Street är obekräftat. Louisiana Advertiser rapporterade 14 april 1834 att en av de evakuerade slavarna hade avlidit, och att trädgården runt huset på Royal Street hade grävts upp vilket hade lett till upptäckten av begravda mänskliga kvarlevor, och att ett barnlik hade återfunnits i brunnen. Samtliga av dessa uppgifter tillbakavisas dock 15 april av New Orleans Bee, som uppger att ingen av slavarna hade avlidit och att inga lik hade återfunnits. Det är omöjligt att veta vilka uppgifter som är de rätta. Martineau uppgav att två av de räddade slavarna avled strax efter räddningen därför att de hade lidit av svält, och dog när de sedan fick för mycket mat för snabbt, och att resten av dem hade blivit omhändertagna på stadens bekostnad. Detta är de enda två samtida uppgifter som nämner vad som blev av slavarna. Från Cabildo borde de ha förts till stadens välgörenhetssjukhus, men i sjukhusets register har ingenting återfunnits om dem. Inte heller har någon dokumentation om deras eventuella begravning återfunnits.
Begravningsdokument från den katolska St Louis Cathedral listar begravningen av tjugo avlidna slavar tillhörande Delphine Lalaurie: tolv av dem mellan åren 1831 och 1833, då hon bodde i huset på Royal Street. De tolv döda slavarna var av båda könen och i en ålder mellan 33 år och tjugo månader, och ingen av dem hade en specifik dödsorsak angiven. Dessa slavar gällde dock bara katolikerna, och eventuella protestanter kan ha begravts någon annanstans. Delphine Lalaurie ägde enligt officiella dokument trettio slavar vid tidpunkten för branden 1834. Elva av hennes kvarvarande slavar såldes efter hennes flykt av hennes ombud mellan 1834 och 1836. Om "mulattpojken" Ben verkligen var en av dem som räddades ur huset, är han i så fall den enda vars vidare liv är känt, eftersom han år 1836 blev en av dem som såldes vidare. På Delphine Lalauries order frigavs en kvarvarande slav i Louisiana, Oreste, år 1849; efter Delphines död gav hennes barn order om att hennes två kvarvarande slavar i Louisiana, Patsy och Elodie, skulle friges, men det finns ingen dokumentation som bekräftar att de faktiskt var i livet då. Därmed återstod nitton slavar vars vistelseort är okänd och som inte finns dokumenterade någonstans utan försvann någon gång i Delphine Lalauries ägo. Av de sju slavar som år 1828 såldes till en familjevän, och sedan köptes tillbaka av en annan vän till familjen och återbördades till Lalaurie, avled samtliga utom en, och dessa var alla unga och friska. Det faktum att en stor del av Lalauries slavar försvann spårlöst och att många av de som är registrerade som avlidna i hennes ägo var unga och friska utan att någon dödsorsak angavs, betraktas som märkligt.
Nästan samtliga samtida vittnesmål, från Jean Boze till samtida press, lade hela skulden av brotten på Delphine Lalaurie personligen. Endast Armand Saillard menade att hennes make Louis Lalaurie hade någon skuld i brotten, genom att skriva att Delphine Lalaurie hade begått dem "med sin makes godkännande". Louis Lalaurie hade sedan åtminstone två år före branden tillbringat sin mesta tid i Plaquemine Parish och enbart tidvis bott i huset på Royal Street med sin familj, och hans frånvaro var så frekvent att Delphine Lalaurie 1832 hade inlett skilsmässoförhandlingar, även om de inte gått igenom. Hans beteende den 10 april, då han velat hindra brandmännen från att upptäcka slavarna, demonstrerade att han var medveten om hur de behandlades, vare sig han själv var medskyldig eller inte. Det har föreslagits att Louis Lalaurie, som var läkare med ortopedi som specialitet, ska ha utsatt slavarna för experiment och att de instrument som visades upp tillhörde honom. Det är dock en teori som inte förekom förrän på 1900-talet, och om medicinska experiment skulle ha förekommit, torde det inte ha varit logiskt att låta slavarnas sår infekteras av maskar.
Harriet Martineaus uppgiftslämnare påstod att Delphine Lalaurie varje morgon brukade gå in till vindskammaren och piska sina slavar så länge hon orkade, eftersom hon fann nöje i det. Det var dock inte fysiskt möjligt för henne att helt sakna en medbrottsling. Delphine Lalaurie beskrivs som smal, spröd och spenslig till sin kroppsbyggnad, och hon kan inte ensam ha kedjat fast slavarna, en del av dem friska vuxna män och kvinnor, i de ställningar som beskrivs. Det finns emellertid en man som utpekas som medbrottsling även i samtida källor. Martineaus vittnen uppger att Delphine Lalauries kusk var den enda välnärda och välmående slaven i hushållet; att han agerade som Delphines spion på de andra i hushållet och var orsaken till att Delphine bestraffade sina döttrar då de gett hennes slavar mat i hemlighet, och att han hade stannat kvar hos Delphine efter branden, och framgångsrikt hjälpt henne att fly undan lynchmobben. Denna kusk ska ha hetat Bastien och blivit en välkänd del av myten. Enligt officiella dokument ägde Delphine Lalaurie verkligen en kusk som hette Bastien (1794-?) sedan åtminstone år 1816: han tillhörde de slavar som såldes 1836, och beskrivs som pålitlig och lojal.

## Eftermäle
Delphine LaLaurie har alltsedan branden 1834 blivit föremål för en omfattande mytbildning. Hon påstås bland annat spöka, och skrönor och legender har uppkommit kring henne och hennes brott.
Från 1890-talet och framåt förekom en sensationslitteratur kring huset och berättelsen kring Delphine Lalaurie, och berättelsen om hennes övergrepp på slavarna broderades ut i sensationella myter, samtidigt som huset fick ett rykte som spökhus. Parallellt förekom från 1920-talet och framåt även litteratur som försökte utmåla Delphine Lalaurie som ett oskyldigt offer för en förtalskampanj, och ytterligare myter uppkom kring detta.

### Sensationalism
Det finns få detaljerade samtida uppgifter om tillståndet hos de slavar som evakuerades vid branden 1834. Deras skador var dock svåra nog att ha gett upphov till lynchstämning i ett samhälle där slaveri och fysisk bestraffning av slavarna var lagligt. De knapphändiga samtida uppgifterna och det dramatiska händelseförloppet har gett upphov till sensationalism och skrönor.
Boken Ghost Stories of Old New Orleans av Jeanne Delavigne (1946) är det kanske mest kända exemplet på sensationalismen kring Delphine Lalaurie. Boken broderar ut berättelsen om slavarnas tillstånd och övergreppen mot dem i ohyggliga detaljer som inte har stöd i några samtida källor, men som kom att spela en stor roll i mytologin kring fallet och senare ofta upprepades som faktoider och gav upphov till många av de senare skrönorna kring fallet. Delavigne beskrev ett dussin slavar kedjade längs väggarna med olika former av skador: utdragna naglar, urgröpta ögon, tungor fastsydda i kinderna, igensydda munnar fullstoppade med avföring, händer fastsydda på kropparna, inälvor utdragna och virade runt midjor och hål borrade i skallar med instrument införda för att röra omkring offrens hjärnor, flådda kroppar och kroppar insmorda med honung som övertäckts av myror.
Journey Into Darkness: Ghosts and Vampires of New Orleans (1998) av Kalila Katherina Smith utvecklade sensationalismen och beskrev en kvinna som fått armar och ben amputerade och huden skuren i märkliga mönster, och en annan kvinna som hade fått armar och ben brutna, invikta under kroppen och sedan placerats i en hundbur för att få benen att växa ihop i fel vinklar för att likna en "mänsklig krabba". En pojke på 12 år hade fått huden i halva ansiktet bortskalat för att avslöja muskler, senor och blodkärl, vilket hade blivit svårt infekterat. De flesta var döda, andra bad om att få dö, och fördes till ett sjukhus, där de också snart avled.
Utöver detta har en stor legendflora uppkommit på olika webbplatser och i annan sensationslitteratur, där ytterligare påhittade grymheter blivit utförligt beskrivna och presenterats som fakta, trots att inga ytterligare detaljer om de evakuerade slavarnas tillstånd från samtiden finns utöver vad som framkommit i nyhetsartiklarna.

### Huset på Royal Street

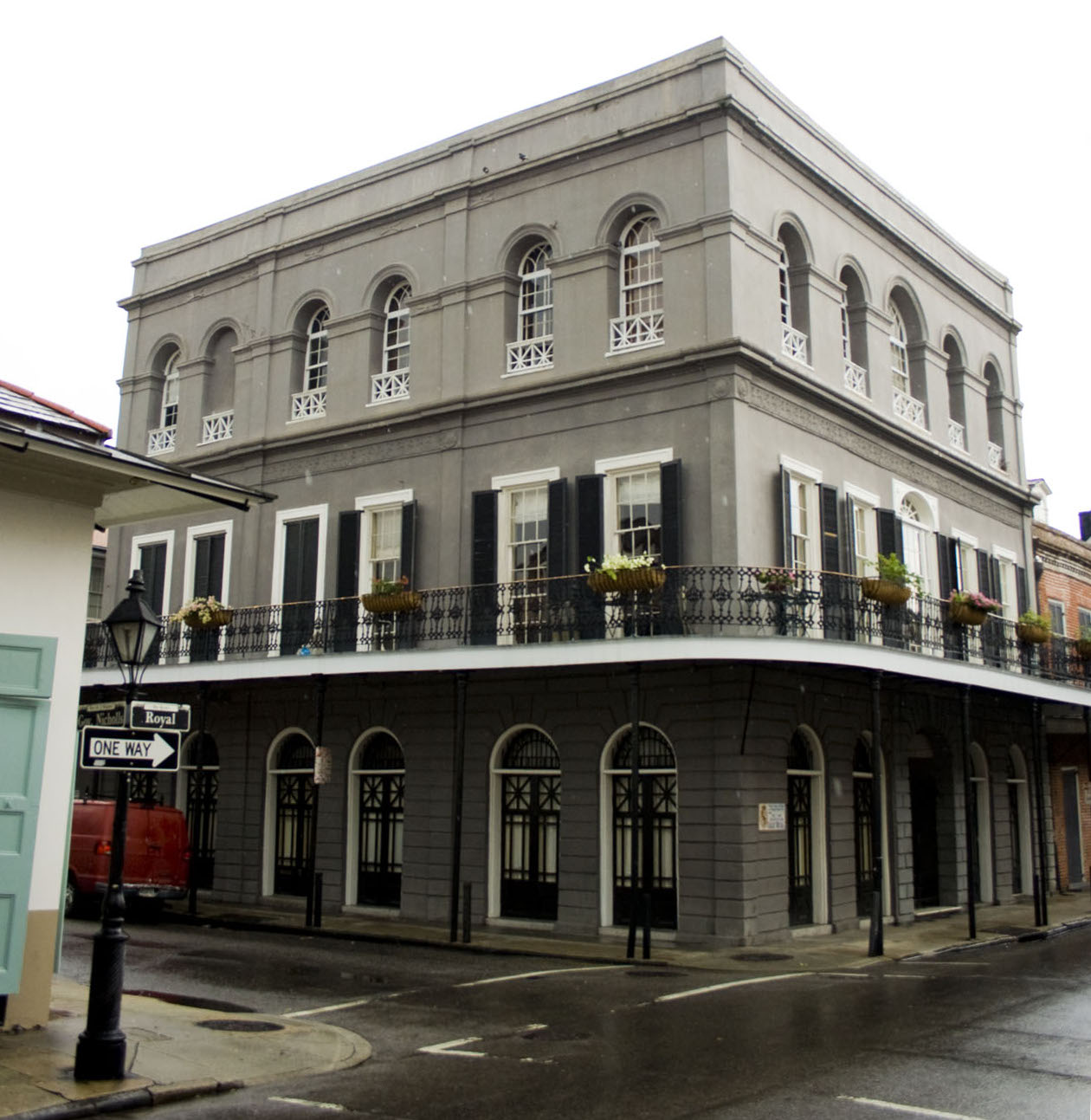
1140 Royal Street. Delphine Lalauries hus är nu ombyggt och har fått en tredje våning och ett platt tak.

LaLauries hus på 1140 Royal Street i New Orleans blev med tiden berömd i takt med det växande intresset och mytbildningen kring upptäckten under branden och Delphine Lalaurie. Det fick rykte om sig att vara ett spökhus, och har blivit känt som "the Haunted House" ('Det hemsökta huset'). Det blev med tiden föremål för turistvisningar och guidade turer. New Orleans as It Was av Henry Castellano (1895) introducerade idén att huset var utsatt för en förbannelse som drabbade alla som försökte göra det till en permanent bostad.
Huset såldes 1837 till Pierre Edouard Trastour, som samma år sålde det vidare till Charles Caffin, som ägde det till 1862. Denne byggde upp huset på nytt och det var Caffin som gav huset det utseende det har idag (2020), med en tredje våning och ett platt tak som det inte hade på Delphine Lalauries tid. Byggnaden stod klar 1845 och Caffin hyrde då ut det till Franklin High School. Tobakshandlaren Joseph Barnes köpte det år 1869 av Caffins efterträdare Amelia Zacherie Saul Cammack och hyrde ut det till staden, som mellan 1872 och 1878 inhyste Lower Girl's High School i byggnaden. Flickskolan spelade en viss roll under rekonstruktionstidens integrationspolitik eftersom skolan tog emot både vita och svarta elever, något som 1874 ledde till en omtalad demonstration av rasister som kastade ut flera färgade elever ur huset.
Mellan 1873 och 1893 ägdes huset av Barthelemy Beobay, som efter att flickskolan flyttat ut hyrde ut det till både affärsverksamheter och delade upp det i bostadslägenheter. Det var under denna tid som huset blev en turistattraktion, delvis genom George Washington Cables The Haunted House in Royal Street (1889), som gjorde att Beobay började få förfrågningar från nyfikna som ville se huset på grund av dess historia och påstådda spökerier. Från 1890-talet omtalades huset ofta som ett spökhus och dess historia berättades i pressen, och dess ägare Fortunato Greco drev 1895-1909 en saloon kallad Haunted Exchange och tog emot inträde av nyfikna.
Efter en tid som hyreshus köptes det 1923 av William Jennings Warrington som drev Warrington House, ett hem för hemlösa män och pojkar, i byggnaden fram till 1942 (byggnaden ägdes från 1932 av frimurarnas Grand Constistory of Louisiana). Huset var sedan indelat i hyreslägenheter fram till 1969, när det köptes av läkaren Harry Russel Albright, som renoverade byggnaden och åter gjorde det till en enda privatbostad. Det ägdes 2006-2009 av filmstjärnan Nicolas Cage.
En av de många kända legender som cirkulerar kring huset var, att man under en renovering ska ha upptäckt skeletten efter 75 olika kroppar under golven. Detta borde dock vara en skröna, eftersom det inte finns några uppgifter om en sådan upptäckt.

## Fiktion
Delphine Lalaurie har gestaltats av Kathy Bates i American Horror Story: Coven.